# Polystichum flemingii
Polystichum flemingii är en träjonväxtart som beskrevs av Fraser-jenkins. Polystichum flemingii ingår i släktet Polystichum och familjen Dryopteridaceae. Inga underarter finns listade.